# 21 Armia (ZSRR)
21 Armia (ros. 21-я армия) – związek operacyjny Armii Czerwonej z okresu II wojny światowej.

## Historia
Tuż przed atakiem III Rzeszy na Związek Radziecki została przerzucona z głębi kraju w stronę granicy zachodniej. Okrążona została przez wojska niemieckie w rejonie Kijowa. Podczas wyjście z okrążenia pod koniec września 1941 poniosła dotkliwe straty.
W latach 1941–1945 wchodziła w skład kilku związków operacyjno-strategicznych Armii Czerwonej, w tym Frontu Południowo-Zachodniego, Frontu Centralnego i Frontu Stalingradzkiego. Następnie, będąc w składzie wojsk 1 Frontu Ukraińskiego uczestniczyła w walkach na ziemiach polskich. 
Dowodzona była przez gen. płk Dmitrija Gusiewa. Funkcję szefa sztabu pełnił gen. por. Grigorij Buchowiec. Uczestnicząc w operacji wiślańsko-odrzańskiej nacierała w kierunku Śląska, tocząc przy tym boje z wojskami niemieckimi w rejonie Tarnowskich Gór, Bytomia, Chorzowa, Zabrza, Gliwic, Grodkowa, Jasienicy Dolnej, Krapkowic, Niemodlina, Opola i Strzegomia. Wałbrzych zdobyła 8 maja 1945.

## Dowództwo armii
Dowódcy:
- gen. mjr Wasilij Gordow (od 4.10.1941)[3]
- gen. por. Dmitrij Riabyszew (11.07.1943 - 13.07.1943)
- gen. por. Nikołaj Kryłow (12.07.1943 - 24.10.1943)
- gen. por. Jewgienij Żurawlew (24.10.1943 - 25.02.1944)
- gen. por. Wasilij Szwiecow (25.02.1944 - 28.04.1944)
- gen. płk Dmitrij Gusiew (28.04.1944 - 09.05.1945)[10]

Szefowie sztabu:
- gen. por. Grigorij Buchowiec

## Struktura organizacyjna
- 55 Korpus Armijny
- 117 Korpus Armijny
- 118 Korpus Armijny[11].